# Gert Engels
Gert Josef Arthur Engels (Düren, 26 aprile 1957) è un allenatore di calcio ed ex calciatore tedesco, di ruolo centrocampista.

## Palmarès

### Allenatore

#### Competizioni nazionali
- Coppa dell'Imperatore: 2

Yokohama Flügels: 1998
Kyoto Sanga: 2002